# Aimo Cajander
Aimo Kaarlo Cajander (4 de abril de 1879-21 de enero de 1943) fue, además de ingeniero de montes, botánico, geobotánico, un político finés, primer ministro de su país hasta la Guerra de Invierno.
Comenzó sus estudios en biología en 1903; y a partir de 1904, estudió selvicultura en la Universidad de Múnich. De 1911 a 1934 fue profesor de ciencia forestal y selvicultura en la Universidad de Helsinki. Y de 1934 a 1943 director general del Servicio de Bosques y Parques de Finlandia; y primer ministro en tres periodos: entre el 2 de junio y el 14 de noviembre de 1922, entre el 18 de enero y el 31 de mayo de 1924, y entre el 12 de marzo de 1937 y el 1 de diciembre de 1939.
Publicó en 1909, su clasificación fitosociológica, donde las masas boscosas se diferencian según el tipo dominante de la capa de árboles, y por las plantas predominantes, consignado capas de hierba, arbustos enanos y la capa más inferior de musgos, y líquenes.

## Algunas publicaciones
- Die Alluvionen des unteren Lena-Thales (El aluvión de la parte baja de Lena-Thales), vol. 1; 1903. Reimprimió Kessinger Publ. LLC, 2010. 200 pp. ISBN 1-160-31889-1
- Beiträge zur Kenntniss der Vegetation der Alluvionen des Nördlichen Eurasiens (Contribuciones al conocimiento de la vegetación de los depósitos aluviales del norte de Eurasia) 1903
- Studien über die Vegetation des Urwaldes am Lena-Fluß (Estudios sobre la vegetación de la selva en el río Lena) 1904
- Die Alluvionen des Onega-Thales, vol. 2; 1905
- Beiträge zur Kenntniss der Vegetation der Alluvionen des nördlichen Eurasiens; 1908
- Die Alluvionen der Tornio- und Kemi-Thäler, vol. 3; 1909
- Ueber Waldtypen (Sobre los tipos de bosques) 1909
- Studien über die Moore Finnlands. 208 pp. 1913
- Der Anbau ausländischer Holzarten als forstliches und pflanzengeographisches Problem (El cultivo de especies foráneas en bosques y los problemas geográficos) 1923
- Forstlich-geographische Übersicht Finnlands (La silvicultura y la descripción geográfica de Finlandia) 1923
- Über das Verhältnis zwischen Waldzuwachs und Holzverbrauch in Finnland (Sobre la relación entre el crecimiento de los bosques y el consumo de madera en Finlandia) 1923
- Über die Verteilung des fruchtbaren Bodens in Finnland und über den Einfluss dieser Verteilung auf die wirtschaftlichen Verhältnisse im Lande; 1923
- Was wird mit den Waldtypen bezweckt? (¿Cuál es el propósito de los tipos de bosque?) 1923
- Die forstliche Bedeutung der Waldtypen (La importancia de los tipos de bosque). 1926
- The Theory of forest types. Ed. Printing office of Society for the Finnish litterature. 108 pp. 1926
- Wesen und Bedeutung der Waldtypen (Naturaleza y significación de los tipos de bosques) 1927
- Forests and forestry of Finland. Ed. Otava. 14 pp. 1927
- Die Organisation der forstwissenschaftlichen Forschungsarbeit in Finnland; 1931
- Tieteellinen tutkimustyö sekä korkein opetis maatalouden ja metsätalouden alalla (La investigación científica en la agricultura y el sector forestal) 1931
- Le Comité national du fonds d'assistance pour la population civile de Finlande pendant la guerre entre la Finlande et l’Union soviétique, et après: conférence […] 1940
- Forest types and their significance; 1949
- Kirjallinen Tuotanto sekä eduskunta-aloitteet ja-lausunnot (Producción e iniciativas parlamentarias y declaraciones) Volumen 56 de Acta forestalia Fennica. 40 pp. 1949
- Der gegenseitige Kampf in der Pflanzenwelt; o. J.
- leena hämet-Ahti, aimo kaarlo Cajander. A.K. Cajander's vascular plant collection from the Lena River, Siberia, with his ecological and floristic notes. Ed. Societas Biologica Fennica Vanamo. 324 pp. 1970

## Honores

### Epónimos
- (Betulaceae) Betula cajanderi Sukaczev[2]
- (Cyperaceae) Carex cajanderi Kük.[3]
- (Pinaceae) Larix cajanderi Mayr[4]
- (Ranunculaceae) Ranunculus cajanderi (Fagerstr.) Ericsson[5]
- (Rosaceae) Potentilla cajanderi Hiitonen[6]

- La abreviatura «Cajander» se emplea para indicar a Aimo Cajander como autoridad en la descripción y clasificación científica de los vegetales.[7]